# Phyllodoce breweri
Phyllodoce breweri är en ljungväxtart som först beskrevs av Samuel Frederick Gray, och fick sitt nu gällande namn av Heller. Phyllodoce breweri ingår i släktet lappljungssläktet, och familjen ljungväxter. Inga underarter finns listade i Catalogue of Life.

## Bildgalleri

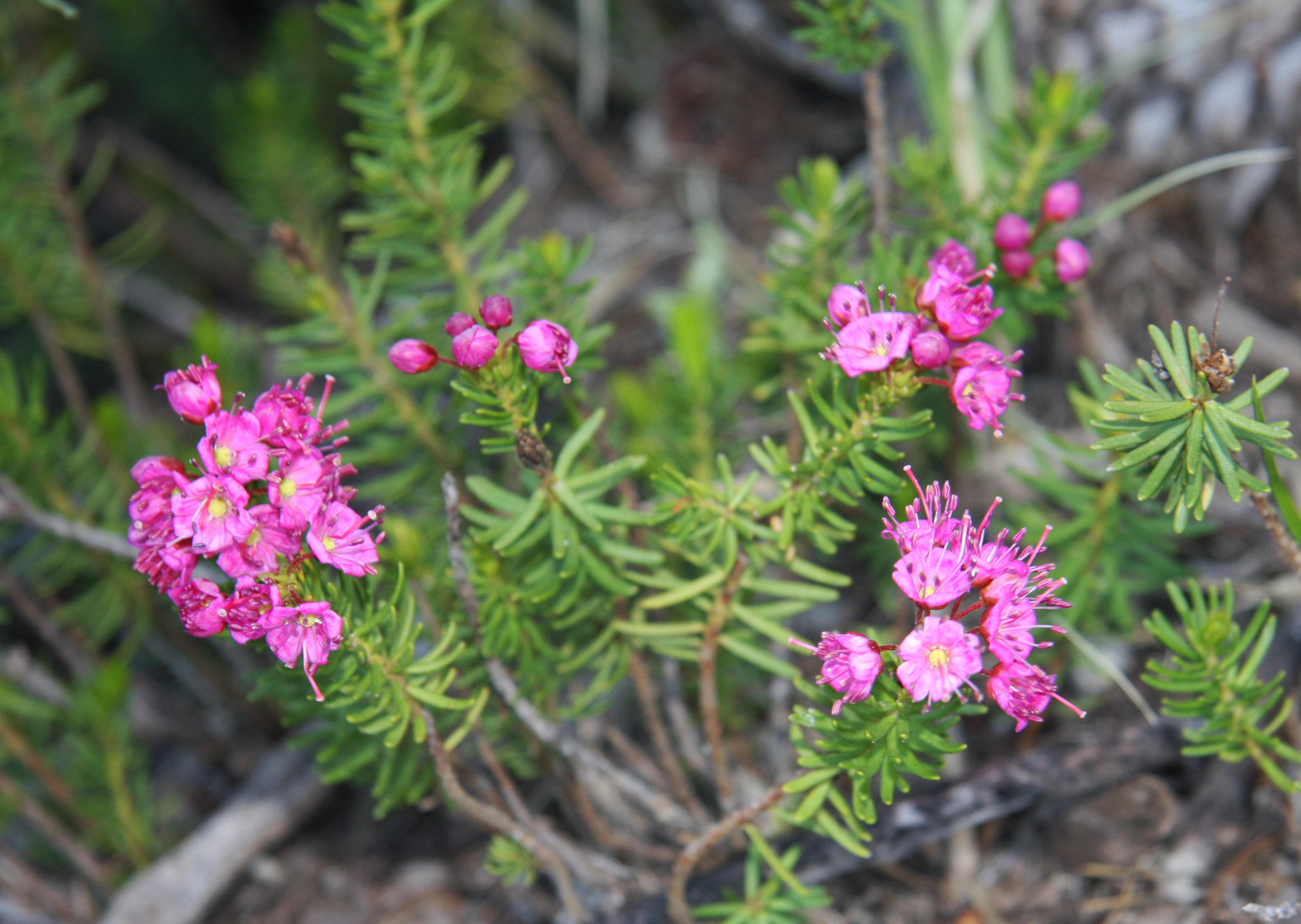
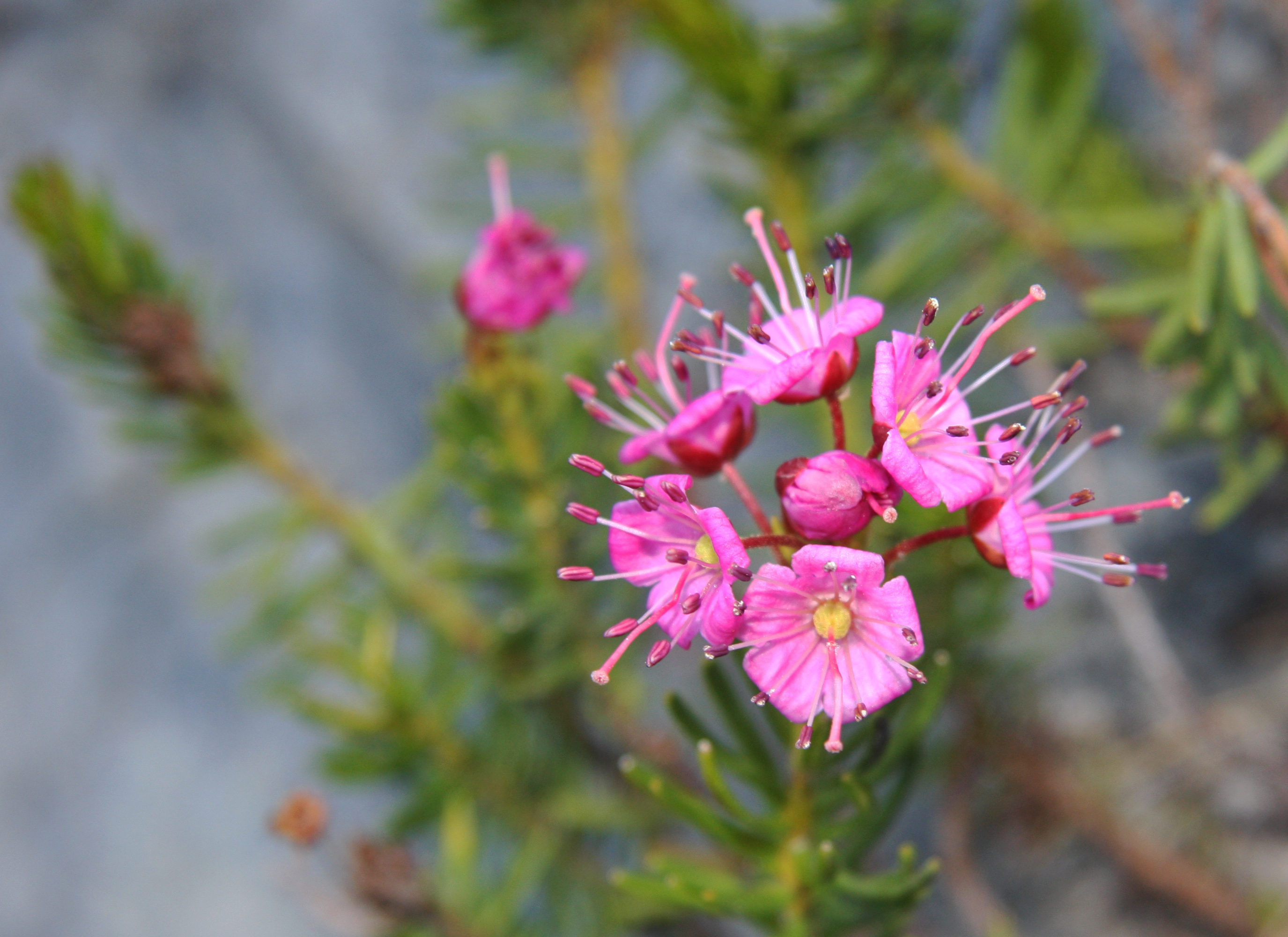